# Вишенска крепост
Вишенската крепост (на гръцки: Οχύρωση Βύσσιανης) е средновековно отбранително съоръжение, разположено край бившето сярско село Вишен (Висани), Северна Гърция.

## Местоположение
Развалините на крепостта са на 1 km източно от село Вишен и на 3 km северно от Кавакли (Левконас). На 600 m на изток е женският манастир „Света Богородица Вишенска“. Между тях тече река Кючук Али.

## История
Крепостта вероятно е от Късното средновековие.

## Описание
Покрай северната, източната и южната страна на хълма тече реката, която служи за естествена защита. На запад от реката има укрепен хълм със стръмен връх, до който е било скрито село Вишен. Точно под църквата „Свети Димитър“ е запазена частта от източното укрепление с дължина около 35 m. Представлява стена с максимална височина 4 m, изградена с полуобработени камъни с различни размери със свързващ хоросан между тях и няколко керамични фрагмента в пролуките. Мястото, чиято задна част е напълно засипана, предполага, че това може да е била подпорна стена, въпреки че конструкцията изглежда по-сложна, отколкото би било необходимо за тази цел. Останалата част от стената не е запазена, поради което границите и периметърът на селището не са ясни. В останалата част има издигнати петна с разпръснати камъни и керамика, които са всичко останало от разрушените и покрити с растителност сгради на селището.